# لغة انفعالية
اللغة الانفعالية (بالإنجليزية: Loaded language)‏ (أو اللغة المحملة) هو صياغة الكلمات بطريقة تحاول التأثير على القارئ أو المستمع بمخاطبة مشاعره بدلاً من عقله بكلمات وعبارات عاطفية قوية محملة بدلالات تحاول أن تولد لديه رد فعل قوي إيجابي أو سلبي يزيد على المعني الحقيقي الحرفي للعبارات. وتستغل اللغة الانفعالية الضعف الإنساني الذي يجعل الفرد يتصرف بناء على الاستجابة العاطفية ولذلك فهي لغة مقنعة للبعض. ولكن استخدام الأسلوب المحمل بالكلمات الانفعالية غير مستحب في المناسبات أو الأماكن التي يجب فيها العدالة والحيادية. بينما يفضل السياسيون استعمالها للتأثير على الجماهير.

## الرأي الحالي
من المفترض أن بعض الكلمات تثير مشاعر متسلسلة، ربما بسبب (المادة) التي تُقال (يمكن تعريف المحتوى الوصفي الإضافي المضمّن في الكلمة أو معنى الكلمة كالتالي: الوصف الذي قيل هو رأي مفاده أن معنى الإهانة له مكونان: جزء تصنيفي وجزء تكميلي وهو تابع للجز الأول.). وبهذا المعنى يمكن اعتبار الإهانة العرقية على أنها: إضافة (واهانة بحكم كونها X) حيث X هي الكلمة / علامة المفهوم.
يمثل مثال آخر على نسبة (وزن الكلمة / كيف يمكن تضمينها) تأكيدا على أن الكلمات تلعب دورًا مهمًا في توجيه التعميم الاستقرائي: عندما يشار إلى كيانين مختلفين بشكل ملحوظ باسم (الكلاب) ويشار إلى أحد الكلاب بأنه يملك خاصية معينة (على سبيل المثال: تملك عظام قصيرة)، عندئذٍ حتى الأطفال الصغار معرضون لتعميم هذه الخاصية على كلب آخر عندما يشار إلى الكيان باسم (كلب) أو (قطة) أو عندما لا تُذْكَر أي كلمات.

## التعريف
وصف تشارلز ستيفنسون المصطلحات الانفعالية (وتسمى أيضًا الكلمات العاطفية) بوضوح. لاحظ أن هناك كلمات لا تصف فقط الحالة الواقعية. لا يستخدم مصطلح (الإرهابي) فقط للإشارة إلى الشخص الذي يرتكب أعمال محددة بقصد محدد. تحمل كلمات مثل (التعذيب) أو (الحرية) معها شيئًا أكثر من مجرد وصف بسيط لمفهوم أو فعل ما. بل تملك تأثير (مغناطيسي) وقوة حقيقية وميل للتأثير على قرارات الطرف الآخر. إن الناس ملتزمون بالقيم الأخلاقية التي تؤدي إلى إطلاق الاحكام ويحتمل أن تثير مشاعر محددة. لهذا السبب لديهم بعد انفعالي. يمكننا أن نقول تبعًا للمصطلحات النفسية الحديثة أن هذه المصطلحات تحمل قدرة عاطفية مركبة، لأنها تملك افتراضات مسبقة وتصدر احكامًا يمكن أن تؤدي إلى الانفعال.
تعتبر الحجج العاطفية واللغة الانفعالية مقنعة لأنها تستغل الضعف البشري للتصرف فورًا بناءً على الاستجابة العاطفية، دون دراسة هذه الاحكام بعقلانية. ونظرًا لاحتمال حدوث ردود افعال عاطفية يُنصح عمومًا بتجنب اللغة الانفعالية في النقاشات أو الكلام عندما يكون الإنصاف والنزاهة أحد الأهداف. على سبيل المثال ينصح أنتوني ويستون الطلاب والكتاب: «بشكل عام يجب تجنب اللغة التي هدفها الوحيد هو التأثير على العواطف».

## العاطفة والمنطق
تعتبر مخاطبة المشاعر غالباً ضد مخاطبة العقل والمنطق. ولكن المشاعر والمنطق لا يكونان دائماً على طرفي النقيض أو أن المشاعر ليست الدافع وراء الأفعال. ففي كتاب التفكير النقدي للكاتبين موراي وكويونجيتش يميز الكاتبان بين «الأسباب البديهية» (بالإنجليزية: prima facie reason)‏ و«الأسباب المعتبرة» (بالإنجليزية: Considered reasons)‏. فعلى سبيل المثال، فلان لا يأكل السلطة لأن فلان لا يحب السلطة. قد يعتبر البعض أن السبب الذي لا يأكل من أجله فلان السلطة سبب عاطفي. ولكن يمكن أن يكون فلان لديه سبب معتبر لأنه مثلاً يحصل على المعادن والفيتامينات الموجودة في السلطة من مصدر آخر. ولذلك فأن الناس تتولد في أذهانها أسباب بديهية - بدافع العاطفة - لأفعال يقوم بها أناس أخرون عند مخاطبتهم بلغة الانفعالية.

## في السياسة
تكثر استعمال اللغة الانفعالية في الخطابات السياسية لتوجيه الجماهير نحو معنى معين يقصده السياسي لتأييد توجهه الفكري. ولذلك فإن معظم السياسيين يستخدمون كتاب متخصصين يعرفون ما هي الكلمات التي يجب والتي لا يجب استخدامها عند مخاطبة جمهور معين. وماهي الكلمات التي يجب استخدامها عند وسم الخصوم بخصل أو صفات معينة. وتستخدم هذا الأسلوب في القنوات الإخبارية في أوقات النزاعات من أجل الدعاية على الرغم من ذلك فإن بعض هذه القنوات قد تحاول اتباع نهج محايد على الرغم من صعوبة تحقيق الحياد في مثل هذه الأوقات.

## أمثلة
بعد أحداث سبتمبر كانت كلمة مدرسة (بالكتابة اللاتينية: madrassa) لها دلالات سلبية قوية عند جمهور العالم الغربي الغير عارفين بالعربية الذين لم يستطيعوا التمييز بين المدرسة التي يذهب إليها التلاميذ لتلقي التعليم الأساسي والمدرسة الدينية المتشددة. وقد أظهر مركز ييل لدراسات العولمة أن هناك تحيزاً في تغطية الصحف للأحداث في باكستان منذ هجمات سبتمبر وأن كلمة مدرسة أصبحت محملة بمعني سياسي سلبي:
وقد استعمل العديد من السياسيين الأمريكيين كلمة مدرسة بمدلول سلبي منهم دونالد رامسفيلد وكولن باول.
يستخدم السياسيون الكلمات اللطيفة ويدرسون كيفية استخدامها بفعالية: أي الكلمات التي يجب استخدامها أو تجنب استخدامها لاكتساب أفضلية سياسية أو التقليل من قيمة الخصم. يقدم الكاتب والصحفي ريتشارد هيلر مثالاً على أنه من الشائع بالنسبة للسياسي أن يدافع عن «الاستثمار في الخدمات العامة» لأن هذا المصطلح يملك دلالة أفضل من «الإنفاق العام».
أحد جوانب اللغة الانفعالية هو أن الكلمات والعبارات الانفعالية تستخدم بشكل مزدوج، وأحيانًا كتقنيات صياغة سياسية من قبل أفراد لديهم أجندات متعارضة. يدعو هيلر ذلك «نسخة بو ونسخة هوراي» للتمييز بين ذوي الدلالات العاطفية السلبية والإيجابية. ومن الأمثلة على ذلك: البيروقراطية مقابل الخدمات العامة، والافكار المعارضة لحرية الاختيار مقابل المؤيدة للحياة المثلى، والنظام مقابل الحكومة، والنخبوية مقابل الخبرة.
ناقش جورج أورويل في مقالة له عام 1946 بعنوان (السياسة واللغة الإنجليزية) استخدام اللغة الانفعالية في الخطاب السياسي.
«لا تملك كلمة الفاشية الآن أي معنى سوى (شيء غير مرغوب به). تملك عبارات (الديمقراطية والاشتراكية والحرية والوطنية والواقعية والعدالة) عدة معان مختلفة لا يمكن التوفيق بينها. وفي حالة كلمة مثل الديمقراطية لا تملك تعريف متفق عليه، وتُقاوَمُ كل محاولة لاطلاق تعريف من جميع الأطراف. هناك شعور عام تقريبًا بأنه عندما نسمي دولة ديمقراطية فإننا نشيد بها: وبالتالي يدعي المدافعون عن كل نوع من أنواع الأنظمة أنها ديمقراطية، ويخافون أن يضطروا إلى التوقف عن استخدام هذه الكلمة إذا كانت مرتبطة بمعنى واحد.»

## كلمات سلبية وإيجابية
قد يمكن استعمال كلمتين لوصف شخص أو شيء ما لكل منهما دلالة إيجابية أو سلبية. على سبيل المثال
| سلبي       | إيجابي       |
| ---------- | ------------ |
| بيروقراطي  | خادم الشعب   |
| عدو الحياة | مؤيد للإجهاض |
| نظام       | حكومة        |
| نخبوي      | خبير         |

كما توجد أيضاً بعض الكلمات التي تنتشر أو تتعلق بالمشهد السياسي أو الثقافي العربي عموماً ومنها:
| سلبي      | إيجابي    |
| --------- | --------- |
| إنفصالي   | مناضل     |
| حاكم عميل | حاكم عاقل |
| متشدد     | متدين     |
| تمرد      | ثورة      |